# 余天亮
余天亮（1984年—），湖北洪湖人，汉族，中华人民共和国政治人物、第十二届全国人民代表大会广东地区代表。
毕业于清华大学企业战略与政策专业。加入中国共产党。2013年，担任全国人大代表。